# DerMarr Johnson
DerMarr Miles Johnson (Washington D. C., 5 de mayo de 1980) es un exjugador de baloncesto estadounidense que disputó 16 temporadas como profesional, 7 de ellas en la NBA. Con 2,06 metros de estatura, jugaba en la posición de escolta o alero.

## Trayectoria deportiva

### Universitario
Johnson se destacó jugando en la escuela secundaria, siendo convocado al McDonald's All-American Game de 1999. Asistió luego a la Universidad de Cincinnati, donde sólo jugó su temporada como freshman con los Bearcats en la Conference USA, siendo galardonado con el premio al Mejor Novato del Año al término de la misma. 

### Estados Unidos
Johnson fue seleccionado sexto en la general del Draft de la NBA de 2000 por los Atlanta Hawks. En dos temporadas con el equipo promedió 6,7 puntos y 2,8 rebotes por partido.
El 13 de septiembre del 2002 se vio envuelto en un serio accidente automovilístico que le mantuvo al margen el resto de la temporada 2002-03 de la NBA.
Retornó a la liga en octubre del 2003 para firmar por los Phoenix Suns, pero renunció dos semanas más tarde sin haber jugado un solo partido para ellos. Para no permanecer inactivo, se unió al Long Beach Jam de la ABA, donde jugó 19 partidos antes de regresar a la NBA en febrero de 2004, fichado por los New York Knicks. 
En la siguiente temporada, la 2004-05, rejuveneció su carrera con los Denver Nuggets, apareciendo en 71 partidos, en los que promedió 7,1 puntos por encuentro con un 49,9% de tiros de campo. Sin embargo en las dos temporadas posteriores su nivel decayó.
En agosto de 2007 se conoció la noticia que Johnson dejaba su país para jugar en el Benetton Treviso de Italia. Pero sólo permaneció allí hasta fines de octubre, retornando a los Estados Unidos para jugar con los Austin Toros en la NBA D-League. A comienzos de enero de 2008 se unió a los San Antonio Spurs, pero sólo jugó dos partidos antes de ser apartado del equipo. En consecuencia retornó a los Toros para seguir jugando y esperar una nueva convocatoria para los Spurs, la cual llegó a mediados de abril y le permitió actuar nuevamente en dos encuentros de la NBA.  
En septiembre de 2008 asistió al campo de entrenamiento de los Washington Wizards, pero finalmente no obtuvo un contrato para jugar en la franquicia.

### Extranjero
Luego de varios meses de inactividad, Johnson reapareció en Puerto Rico en 2009 jugando durante un mes en los Grises de Humacao del Baloncesto Superior Nacional. Luego de ello, en diciembre, hizo su debut con los Jiangsu Dragons de la Chinese Basketball Association. Dejó el equipo a mediados de enero (habiendo disputado 10 encuentros en los que promedió 19.9 puntos), y tuvo un paso breve por los Leones de Ponce en el arranque de la temporada 2010 del BSN y por el Al-Hilal de Arabia Saudí con el que disputó la FIBA Asia Clubs Champions Cup. 
Los Minnesota Timberwolves lo convocaron para su campo de entrenamiento en septiembre de 2010, pero al mes siguiente se anunció que no continuaría con el equipo.
Johnson continuó su carrera jugando en el Hekmeh de Líbano, en los Búcaros de Colombia y en el Barako Bull Energy de Filipinas entre 2010 y 2012. 
En octubre de 2012 se sumó a los Osos de Jalisco, haciendo su debut en la Liga Nacional de Baloncesto Profesional de México, pero dejó el equipo a fines de noviembre disgustado con los dirigentes.
Johnson fichó con el elenco argentino Libertad de Sunchales en enero de 2013 y en abril se unió al equipo venezolano de los Guaros de Lara.
En enero de 2014 el jugador retornó a la Liga Nacional de Baloncesto Profesional de México, pero esta vez para jugar en Fuerza Regia como reemplazo de Mario West. Sólo disputó 7 partidos con el equipo. 
En mayo de 2015 jugó dos semanas para los Indios de San Francisco de Macorís de la Liga Nacional de Baloncesto de República Dominicana. Luego de ello participó en The Basketball Tournament con el equipo City of Gods, alcanzando la semifinal del certamen. 
Johson tuvo su última experiencia en el baloncesto competitivo jugando en marzo de 2016 el Campeonato de Baloncesto Superior de Santiago con el Cupes. 

### Retiro
El 25 de enero de 2017 la Universidad de Cincinnati contrató a Johnson como técnico asistente de los Bearcats, dándole así la oportunidad de finalizar sus estudios universitarios.
El exjugador volvió a la actividad en el BIG3, participando de las temporadas de 2017, 2018 y 2021 como parte del equipo 3's Company, teniendo como compañeros a jugadores como Ruben Patterson, Allen Iverson, Drew Gooden y Andre Emmett entre otros. 

## Estadísticas de su carrera en la NBA

### Temporada regular
| Año     | Equipo      | PJ  | PT  | MPP  | %TC  | %3P  | %TL  | RPP | APP | ROB | TPP | PPP |
| ------- | ----------- | --- | --- | ---- | ---- | ---- | ---- | --- | --- | --- | --- | --- |
| 2000–01 | Atlanta     | 78  | 21  | 16.8 | .374 | .323 | .736 | 2.3 | .8  | .6  | .4  | 5.1 |
| 2001–02 | Atlanta     | 72  | 46  | 24.0 | .396 | .360 | .810 | 3.4 | 1.1 | .9  | .8  | 8.4 |
| 2003–04 | New York    | 21  | 1   | 13.7 | .371 | .361 | .903 | 1.9 | .5  | .4  | .3  | 5.4 |
| 2004–05 | Denver      | 71  | 40  | 17.4 | .499 | .358 | .792 | 2.1 | 1.1 | .6  | .2  | 7.1 |
| 2005–06 | Denver      | 58  | 21  | 15.9 | .431 | .350 | .810 | 1.7 | .9  | .4  | .4  | 6.1 |
| 2006–07 | Denver      | 39  | 7   | 10.7 | .325 | .216 | .762 | 1.5 | .4  | .4  | .3  | 3.5 |
| 2007–08 | San Antonio | 5   | 0   | 5.6  | .500 | .333 | .000 | .2  | .2  | .2  | .0  | 3.4 |
| Total   | Total       | 344 | 136 | 17.2 | .411 | .336 | .789 | 2.2 | .9  | .6  | .4  | 6.2 |

### Playoffs
| Año   | Equipo   | PJ | PT | MPP  | %TC  | %3P  | %TL   | RPP | APP | ROB | TPP | PPP |
| ----- | -------- | -- | -- | ---- | ---- | ---- | ----- | --- | --- | --- | --- | --- |
| 2004  | New York | 3  | 0  | 5.7  | .000 | .000 | .000  | .7  | .7  | .0  | .3  | .0  |
| 2005  | Denver   | 4  | 2  | 19.5 | .550 | .364 | 1.000 | 2.0 | .8  | .5  | .5  | 7.3 |
| 2006  | Denver   | 3  | 0  | 11.3 | .231 | .100 | .000  | 3.3 | .7  | .0  | .3  | 2.3 |
| Total | Total    | 10 | 2  | 12.9 | .368 | .208 | 1.000 | 2.0 | .7  | .2  | .4  | 3.6 |

## Vida personal
En 2007 fue acusado de resistencia a la autoridad e interferencia con la policía durante unos disturbios en el exterior de un club nocturno de Denver. La policía dijo que utilizó una pistola eléctrica para calmar al jugador.
En 2008 también fue detenido por conducir ebrio en San Antonio. Le pararon por circular a más velocidad de la permitida. La policía olió a alcohol y él admitió haber bebido «unas cuantas copas» de vino.